# Antonio Quarantotto
Antonio Quarantotto (* 11. Juni 1895 in Orsera, Istrien; † 28. März 1987 in Triest) war ein italienischer Schwimmer.

## Karriere
Quarantotto nahm 1920 an den Olympischen Spielen in Antwerpen teil. In den Wettbewerben über 400 m und 1500 m Freistil scheiterte er jeweils im Vorlauf an der Halbfinalqualifikation. Mit der italienischen Staffel über 4 × 200 m Freistil erreichte er den fünften Rang.
Auf nationaler Ebene gewann der Schwimmer zwischen 1920 und 1926 fünf italienische Meistertitel – je einen über 400 m Freistil und mit der Staffel über 5 × 50 m Freistil sowie drei mit der Staffel über 4 × 200 m Freistil.